# Reserva nacional Altos de Pemehue
La reserva nacional Altos de Pemehue está ubicada en la comuna de Quilaco, perteneciente a la región del Biobío, en Chile.

## Creación
Fue creada mediante el decreto 80 del Ministerio de Bienes nacionales de Chile que entró en vigencia el 23 de noviembre de 2009. Su creación obedece a una importante diversidad de ambientes que existe en el lugar cuyo potencial puede ayudar el desarrollo de poblaciones aledañas, y además a la implementación de las medidas de compensación incluidas en la resolución de Calificación Ambiental de la Conama que aprobó el Proyecto Represa Ralco, según el cual ENDESA debía comprar el “Fundo Porvenir” para luego donarlo al Fisco, creando una Reserva Forestal.

## Características
La reserva cuenta con una superficie de 18 854 hectáreas y un paisaje andino con abundantes bosques y algunas pequeñas lagunas.

### Flora

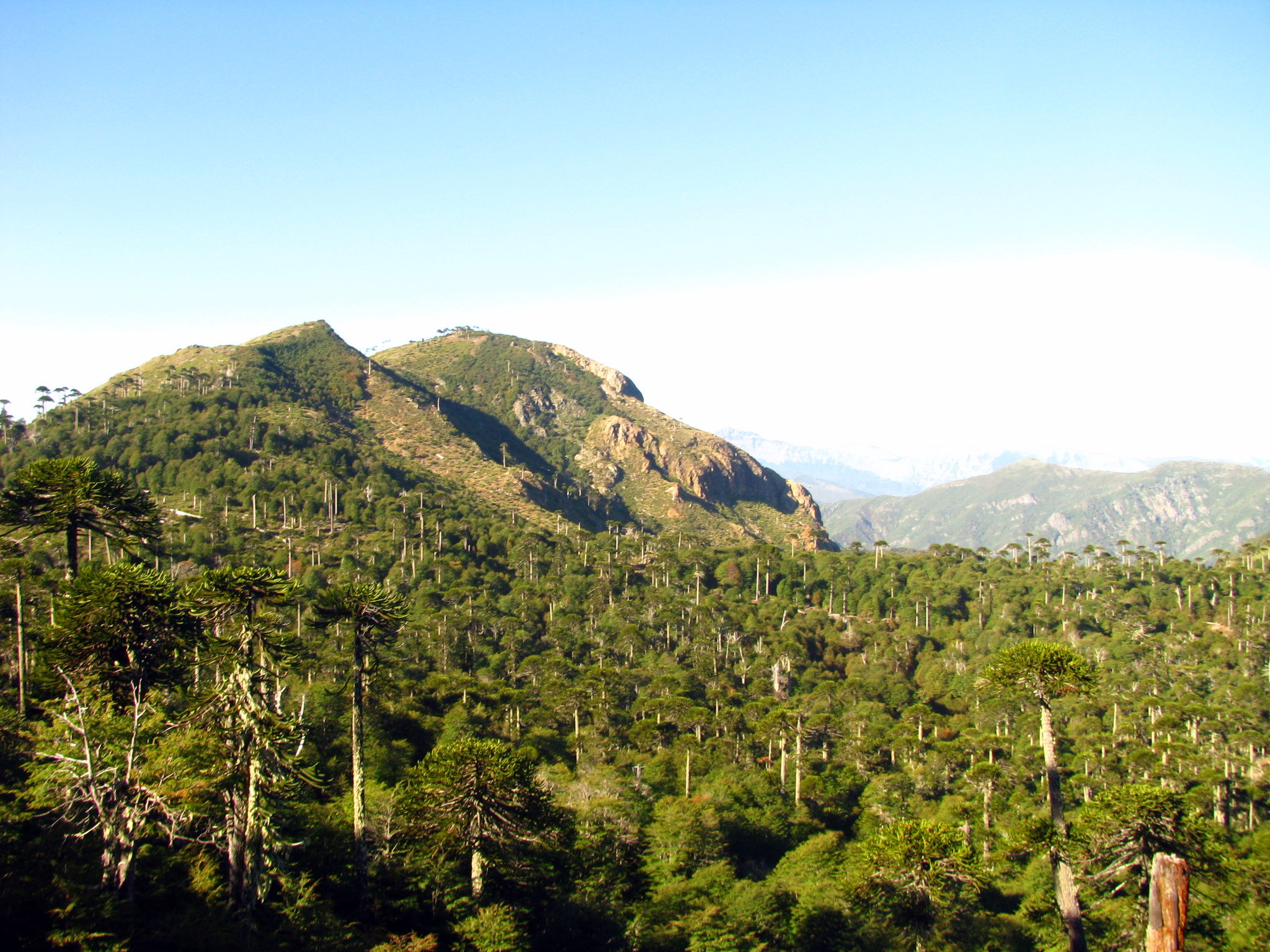
Bosques en la reserva nacional Altos de Pemehue.

La reserva cuenta con abundantes bosques caducifolios andinos con araucarias, siendo este el más septentrional de Chile junto con el que se encuentra en la reserva nacional Ralco. Entre las especies más destacadas están:
- La araucaria (Araucaria araucana)
- El roble (Nothofagus obliqua)
- El raulí (Nothofagus alpina)
- El coigüe (Nothofagus dombeyi)

### Fauna
Algunas de las especies que se pueden encontrar son:
- El puma (Puma concolor)
- El zorro culpeo (Lycalopex culpaeus)
- El carpintero negro (Campephilus magellanicus)
- El cóndor (Vultur gryphus)

## Visitantes
Esta reserva recibe una pequeña cantidad de visitantes cada año. No existen datos disponibles para el periodo 2007-2012.
| Año         | 2013 | 2014 | 2015 | 2016 | 2017 | 2018 | 2019 |
| ----------- | ---- | ---- | ---- | ---- | ---- | ---- | ---- |
| chilenos    | 174  | 340  | 403  | 679  | 513  | 721  | 379  |
| extranjeros | 0    | 6    | 8    | 0    | 0    | 22   | 9    |
| Total       | 174  | 346  | 411  | 679  | 513  | 743  | 388  |